# Ů̂
Cette page contient des caractères spéciaux ou non latins. S’ils s’affichent mal (▯, ?, etc.), consultez la page d’aide Unicode.
Ů̂ (minuscule : ů̂), ou U rond en chef accent circonflexe, est un graphème qui a été utilisé dans la transcription du tamazight d’Awjila d’Umberto Paradisi dans les années 1960. Il s'agit de la lettre U diacritée d'un rond en chef et d’un accent circonflexe.

## Représentations informatiques
Le U rond en chef accent circonflexe peut être représenté avec les caractères Unicode suivants : 
- précomposé (latin étendu A) :

| formes    | représentations | chaînes de caractères | points de code | descriptions                                                          |
| --------- | --------------- | --------------------- | -------------- | --------------------------------------------------------------------- |
| majuscule | Ů̂               | Ů◌̂                    | U+016E U+0302  | lettre majuscule latine u rond en chef diacritique accent circonflexe |
| minuscule | ů̂               | ů◌̂                    | U+016F         | lettre minuscule latine u rond en chef diacritique accent circonflexe |

- décomposé (latin de base, diacritiques) :

| formes    | représentations | chaînes de caractères | points de code       | descriptions                                                                      |
| --------- | --------------- | --------------------- | -------------------- | --------------------------------------------------------------------------------- |
| majuscule | Ů̂               | U◌̊◌̂                   | U+0055 U+030A U+0302 | lettre majuscule latine u diacritique rond en chef diacritique accent circonflexe |
| minuscule | ů̂               | u◌̊◌̂                   | U+0075 U+030A U+0302 | lettre minuscule latine u diacritique rond en chef diacritique accent circonflexe |